# Форлин, Хуан
Хуан Даниэль Форлин (исп. Juan Daniel Forlín; родился 10 января 1988 года, Реконкиста, Аргентина) — аргентинский футболист, защитник.

## Клубная карьера
Форлин — воспитанник клуба «Бока Хуниорс». В 2007 году Хуан на правах аренды ездил в испанский «Реал Мадрид Кастилья». 19 апреля 2008 года матче против «Ньюэллс Олд Бойз» он дебютировал в аргентинской Примере, за основной состав «Бока Хуниорс». В том же году Форлин стал чемпионом страны. Летом 2009 года Хуан перешёл в «Эспаньол». Сумма трансфера составила 4 млн евро. В матче против мадридского «Реала» он дебютировал в Ла Лиге. Через неделю в поединке против «Депортиво Ла-Корунья» Форлин забил свой первый гол за «Эспаньол».
Летом 2013 года Хуан перешёл в катарский «Эр-Райян». Сумма трансфера составила 3,5 млн евро. 13 сентября в матче против «Аль-Садда» он дебютировал в чемпионате Катара. В начале 2014 года Форлин на правах аренды вернулся в «Бока Хуниорс».
Летом 2015 года Хуан подписал контракт с мексиканским «Керетаро». 15 августа в матче против «Веракрус» он дебютировал в мексиканской Примере. 20 февраля 2016 года в поединке против УАНЛ Тигрес Форлин забил свой первый гол за «Керетаро». В том же году он помог клубу завоевать Кубок Мексики. Летом 2017 года Форлин перешёл в «Овьедо». 2 октября в матче против «Сарагосы» он дебютировал за новую команду.

## Достижения
«Бока Хуниорс»
- Чемпион Аргентины: Апертура 2008

«Керетаро»
- Обладатель Кубка Мексики: 2016